# BBC Цивилизация
«Цивилизация» — «Цивилизация с точки зрения лорда Кеннета Кларка» — телевизионный документальный сериал, написанный и представленный историком искусства Кеннетом Кларком.
Тринадцать эпизодов сериала рассказывают об истории западного искусства, архитектуры и философии со времён тёмных веков. Сериал был подготовлен BBC и показан в 1969 году на BBC Two. Затем, и в более поздних передачах в Великобритании, США и других странах, он достиг беспрецедентного числа зрителей для художественного сериала. Одноимённая книга Кларка, основанная на сериале, была опубликована в 1969 году. Его стандарты съёмки получили высокую оценку и задали образец для последующих телевизионных документальных сериалов. Журнал The New Yorker описал его как откровение для обычного зрителя. Выпуск DVD 2005 года остался в каталогах, а книга 1969 года никогда не выходила из печати.

## История создания
С 1958 года Кларк был пионером британского телесериала об искусстве под названием «Нужно ли искусство?», экспериментального сериала для коммерческого телевидения Associated Television. В течение следующих восьми лет Кларк писал и представлял сериал и одиночные программы по изобразительному искусству, начиная от Караваджо до Брейгеля Старшего, Рембрандта, Гойи, Ван Гога и Пикассо, а также совместного производства для коммерческого телевидения и BBC, Royal Palaces.
В 1966 году Дэвид Аттенборо, ведущий нового второго телевизионного канала BBC2, отвечал за внедрение цветного вещания в Великобритании. Он задумал сериал о великих картинах как флагман в цветном телевидении и не сомневался, что Кларк был бы лучшим рассказчиком для него. Кларка привлекло это предложение, но изначально отказался взять на себя обязательство. Позже он вспоминал, что именно убедило его принять участие: Аттенборо использовал слово «цивилизация» как итог того, о чём пойдет речь в телесериале.
Я не имел четкого представления о том, что означает «цивилизация», но думал, что это предпочтительнее варварства, и думал, что это такой способ сказать это.
Сериал состоит из тринадцати эпизодов, каждый из которых длится пятьдесят минут, написанных и представленных Кларком, которые охватывают западноевропейскую цивилизацию с конца тёмных веков до начала двадцатого века. Поскольку рассматриваемая цивилизация исключает греко-римскую, азиатскую и другие исторически важные культуры, был выбран заголовок, который исключал обширность: «Цивилизация с точки зрения лорда Кеннета Кларка». Позже Кларк прокомментировал: «Я не думал, что кто-то будет настолько глуп, чтобы думать, что я забыл о великих цивилизациях дохристианской эпохи и Востока. Однако, признаюсь, название меня беспокоило. Было легко в восемнадцатом веке: Размышления о природе цивилизации, проиллюстрированные фазами цивилизованной жизни в Западной Европе от Средневековья до наших дней. К сожалению, это уже нереально.» Хотя сериал был сосредоточен главным образом на изобразительном искусстве и архитектуре, существовало множество разделов о драматургии, литературе, музыке, философии и общественно-политических движениях. Кларк хотел больше рассказать о праве и философии, но он «не мог придумать, как сделать их визуально интересными».
После первоначальной взаимной антипатии Кларк и его главный режиссёр Майкл Гилл наладили благоприятные рабочие отношения. Они и их съёмочная группа провели три года с 1966 года на съёмках в ста семнадцати местах в тринадцати странах. Съёмки проходили в соответствии с высочайшими современными техническими стандартами и быстро превысили бюджет; к моменту его завершения он составил 500 000 £. Аттенборо пересмотрел свои графики вещания, чтобы распределить нагрузку, передавая каждый эпизод в эфир дважды в течение тринадцатинедельного цикла.

## Список эпизодов

### На грани выживания

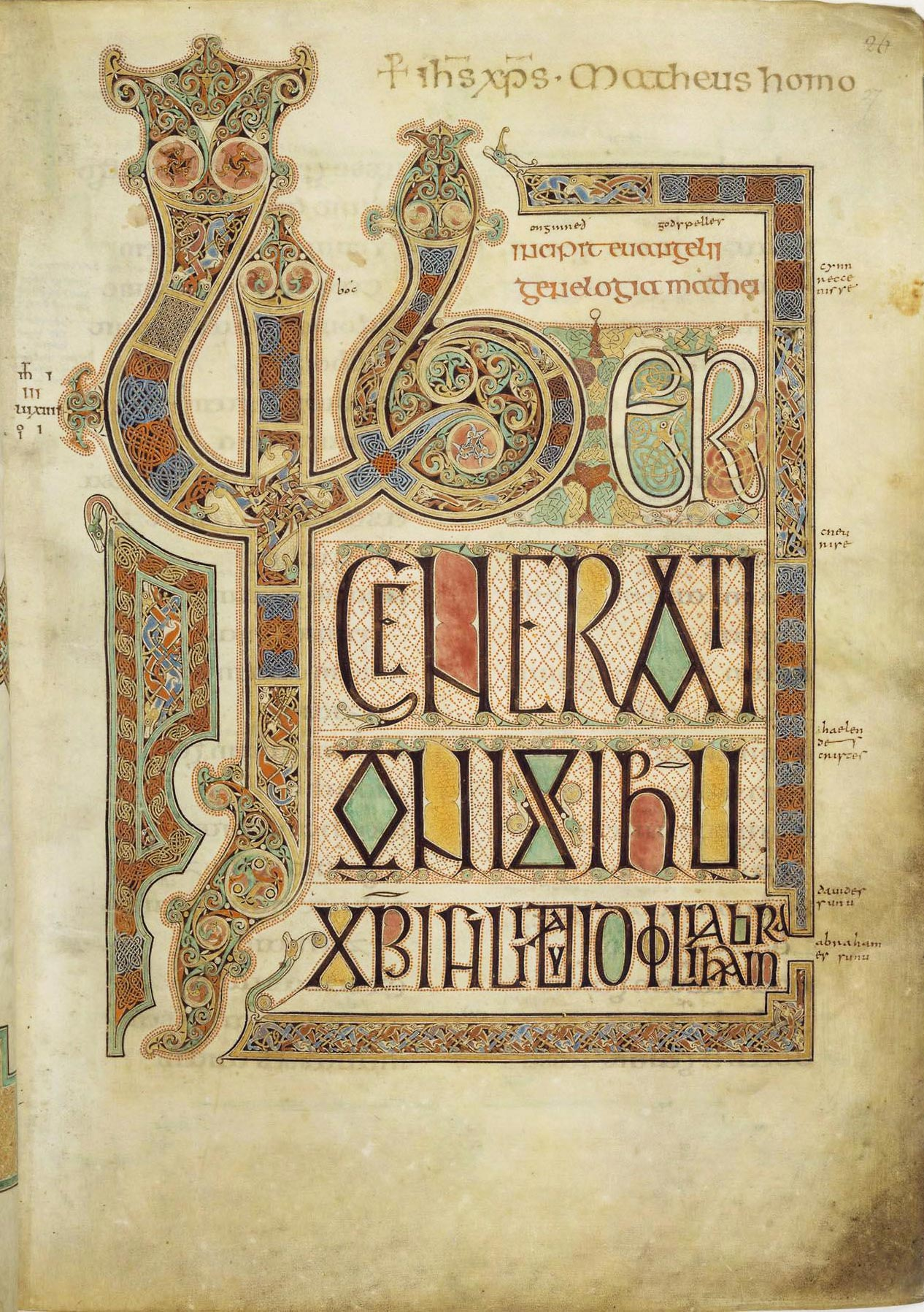
Первая страница Евангелия от Матфея в Евангелии Линдисфарна

В этом первом эпизоде Кларк, путешествуя из византийской Равенны на кельтские Гебриды, из Норвегии викингов в капеллу Карла Великого в Ахене, рассказывает историю о тёмных веках, продлившихся шесть столетий после падения Римской империи, и о том, «как европейское мышление и искусство еле-еле были спасены».
Разделы:
- Выражения идеала
- Падение Западной Римской империи
- Скеллиг-Майкл
- Айона
- Древние скандинавы
- Баптистерий в Пуатье
- Карл Великий
- Крест Лотаря.

### Великая оттепель

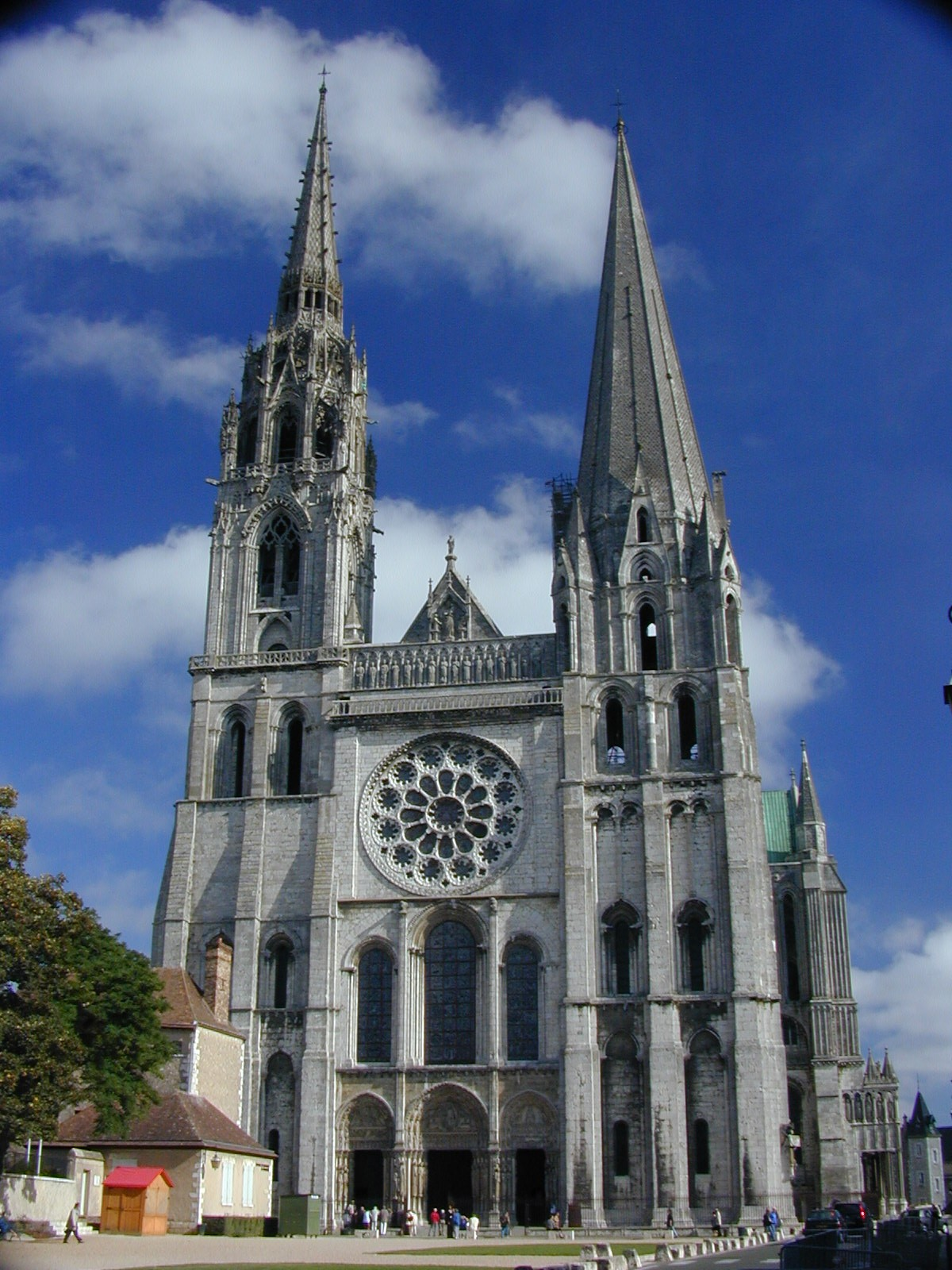
Шартрский собор

Кларк рассказывает о резком пробуждении европейской цивилизации в XII веке. Он прослеживает его от первых проявлений в аббатстве Клюни до базилики Сен-Дени и, наконец, до его высшей точки — здания Шартрского собора в начале XIII века.
- Триумф Церкви
- Аббатства Клюни и Сен-Пьер
- Бернард Клервоский
- Церковь аббатства Сент-Фой в Конке
- Аббатство Везле
- Гислебертус
- Аббатство Сен-Дени
- Шартрский собор.

### Выдумка и реальность.

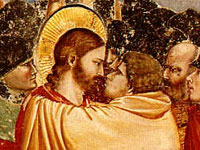
Джотто ди Бондоне. Поцелуй Иуды

Начиная с замка на Луаре, а затем путешествуя по холмам Тосканы и Умбрии к баптистерию в Пизе, Кларк исследует стремления и достижения позднего средневековья во Франции и Италии XIV века.
- Дух готики
- Куртуазная лююбовь
- Шкатулка с рыцарским романом
- Жан герцог Беррийский
- Франциск Ассизский
- Гражданская жизнь
- Джотто ди Бондоне
- Данте и Пизано.

### Человек — мера всех вещей

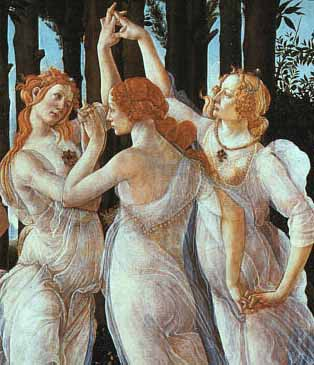
Сандро Боттичелли. Три грации

Посещая Флоренцию, Кларк утверждает, что европейское развитие получило новый импульс от своего повторного открытия своего прошлого классики в XV веке. Он посещает дворцы в Урбино и Мантуе и другие центры (эпохи Возрождения).
- Раннее Возрождение
- Леонардо Бруни
- Перспектива
- Ян Ван Эйк
- Сандро Боттичелли
- Замок герцогов Урбинских
- Зал Мантуи
- Цивилизованная сельская местность.

### Герой как художник

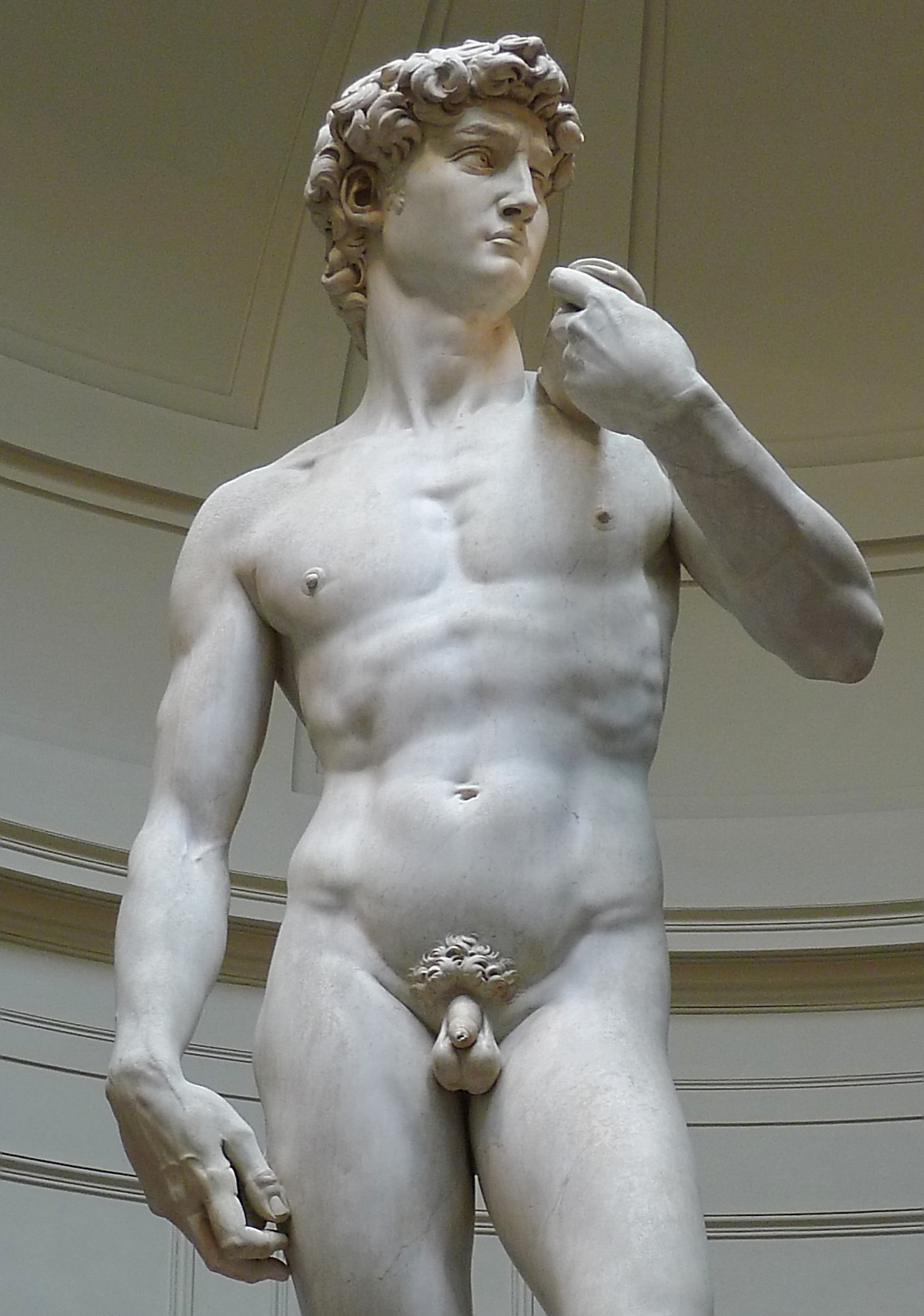
Микеланджело. Давид

В 5 серии Кларк переносит зрителя в папский Рим XVI века, отмечая сближение христианства и античности. Темы эпизода: Микеланджело, Рафаэль, Леонардо да Винчи дворы Ватикана, помещения с фресками Рафаэля в Папском дворце и Сикстинская капелла.
- Гиганты и герои
- Папский декаданс
- Микеланджело
- Связанные рабы
- Сикстинская капелла
- Рафаэль
- Леонардо да Винчи
- Человек как механизм.

### Протест и коммуникация

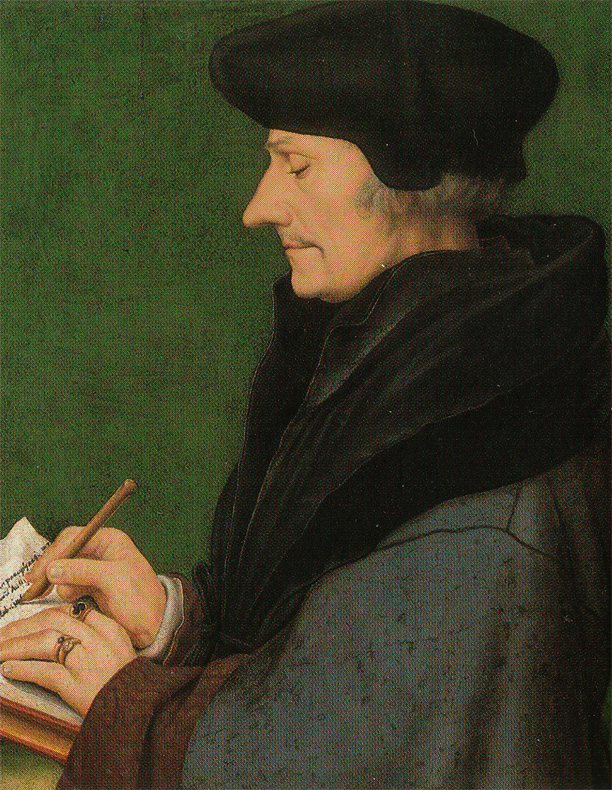
Ганс Гольбейн. Портрет Эразма

Кларк повествует о Реформации — Германии Альбрехта Дюрера и Мартина Лютера и мире гуманистов Эразма, Монтеня и Шекспира.
- Эразм
- Гольбейн
- Дюрер
- Меланхолия
- Лютер
- Иконоборчество
- Монтень
- Шекспир.

### Величие и смирение

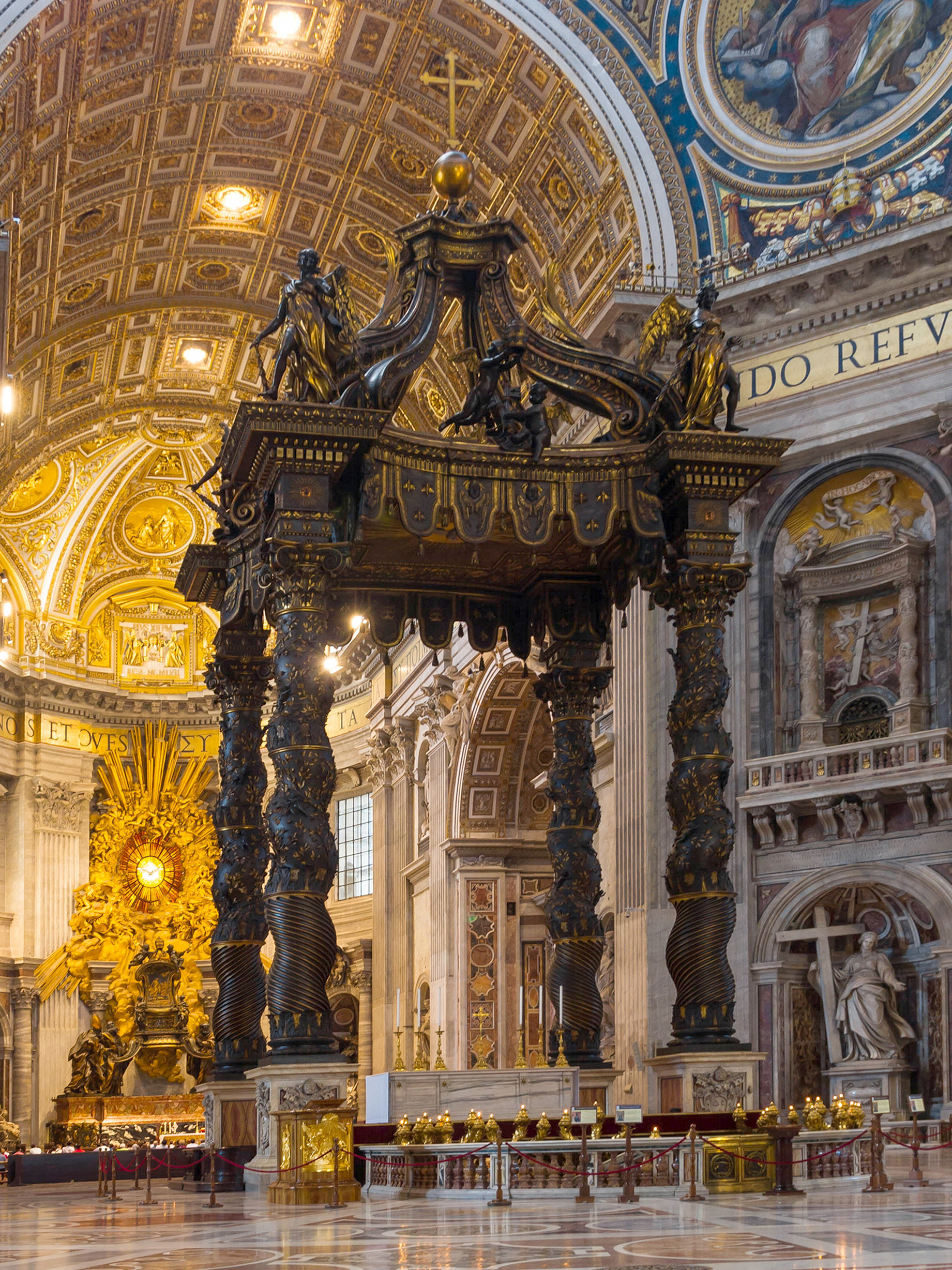
Балдахин в соборе Святого Петра, Рим

В Риме Микеланджело и Бернини Кларк рассказывает о борьбе Католической Церкви — Контрреформации — против протестантского севера и о новом великолепии церкви, символизируемом славой Святого Петра.
- Римская церковь
- Папский Рим
- Собор Святого Петра
- Католическая церковь
- Искусство барокко
- Бернини
- Балдахин Бернини
- Экстаз святой Терезы.

### Свет опыта

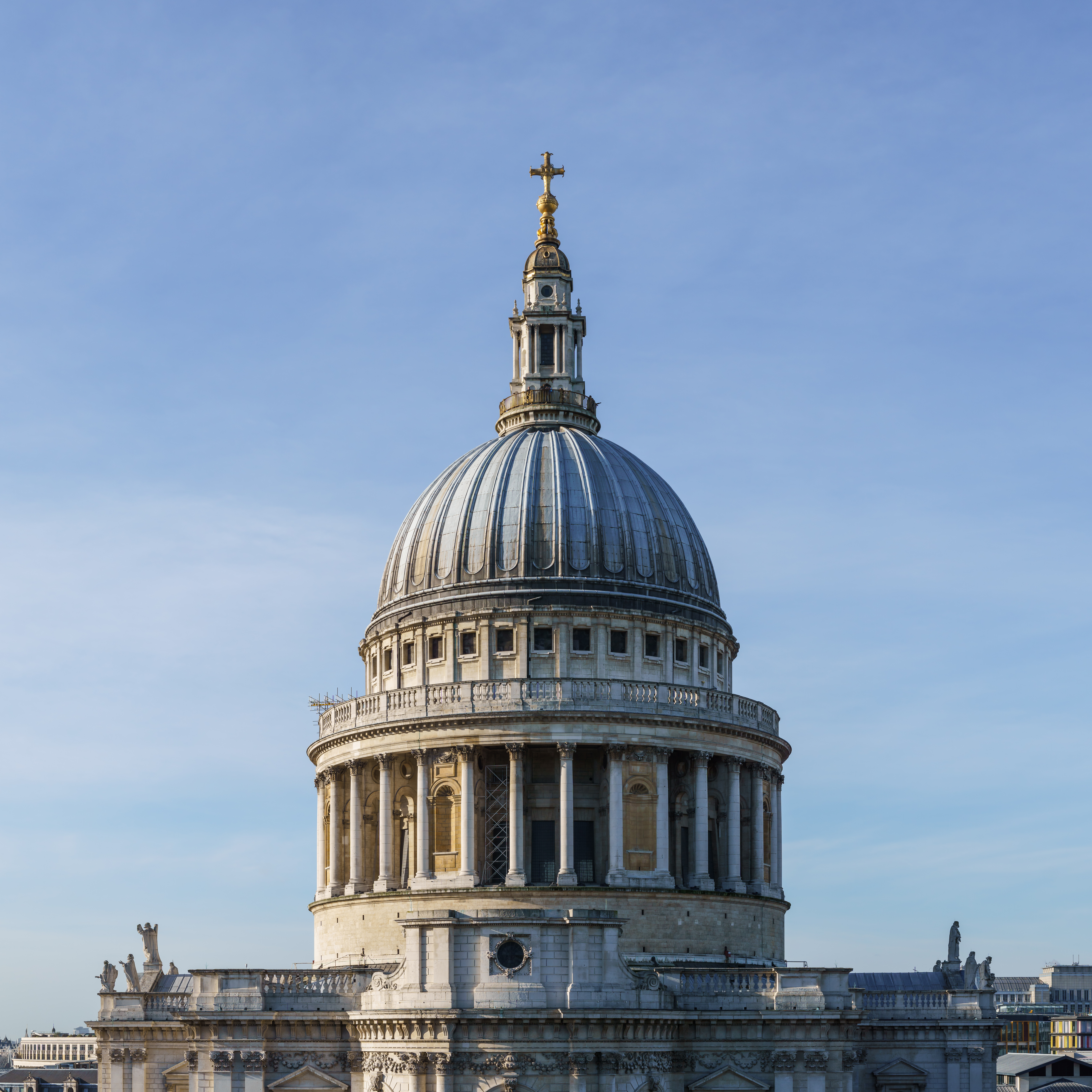
Купол собора Святого Павла, Лондон

Кларк рассказывает о новых мирах, скрытых в космосе и в капле воды — мирах, которые открыли телескоп и микроскоп, — и о новом реализме в голландских картинах Рембрандта и других художников, которые вывели наблюдение за человеческим характером на новую ступень развития в XVII веке.
- Золотой век Нидерландов
- Франс Халс
- Рембрандт
- Декарт
- Вермеер
- Лондонское королевское общество
- Кристофер Рен
- Собор Святого Павла.

### Стремление к счастью

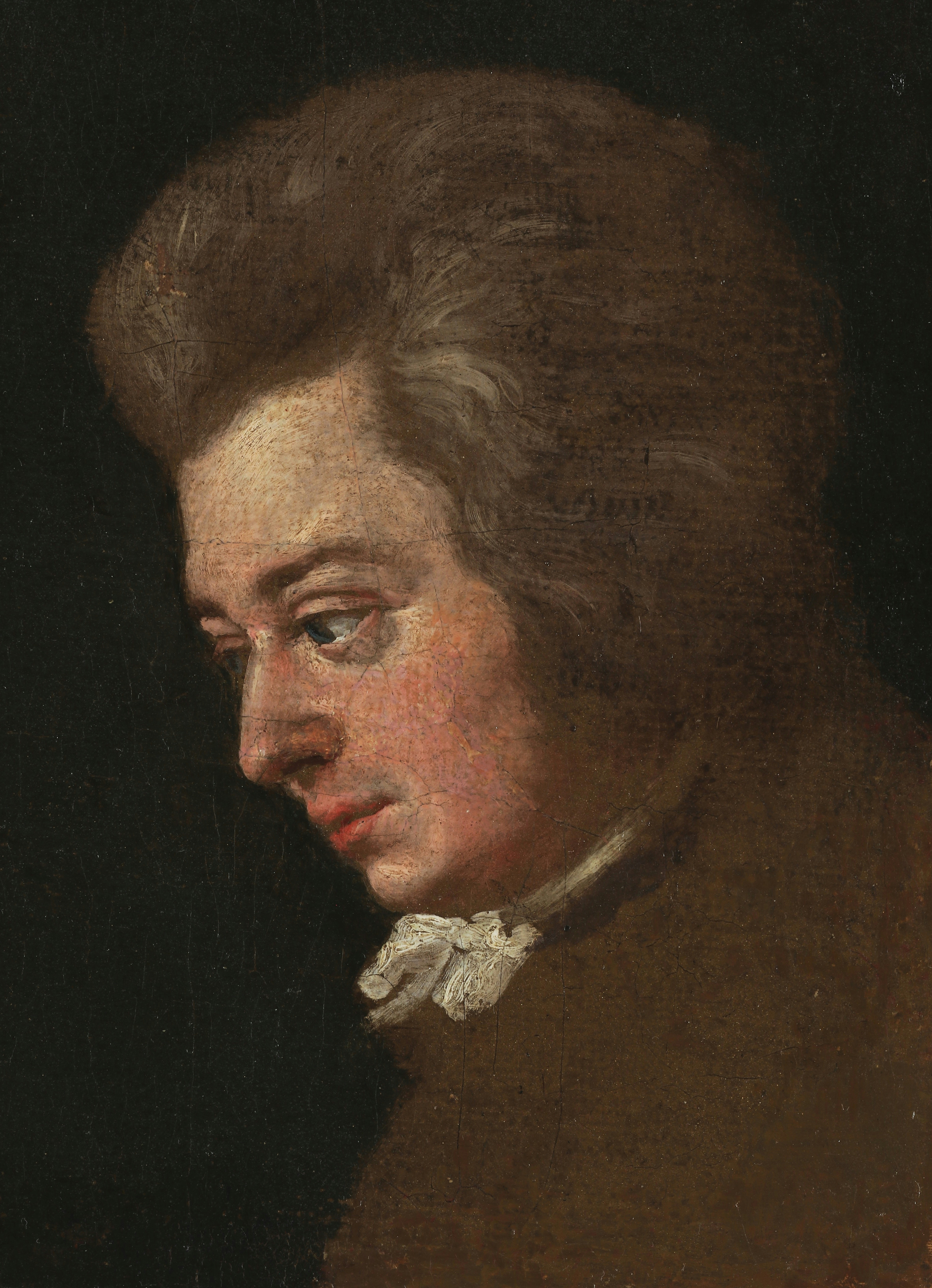
Йозеф Ланге. Портрет Моцарта

Кларк повествует о гармоничном потоке и сложной симметрии произведений Баха, Генделя, Гайдна и Моцарта и отражении их музыки в архитектуре церквей и дворцов в стиле рококо в Баварии.
- Французский классицизм
- Иоганн Себастьян Бах
- Бальтазар Нейман
- Гендель
- Ватто
- Гайдн
- Здания в стиле рококо
- Вольфганг Амадей Моцарт.

### Улыбка разума

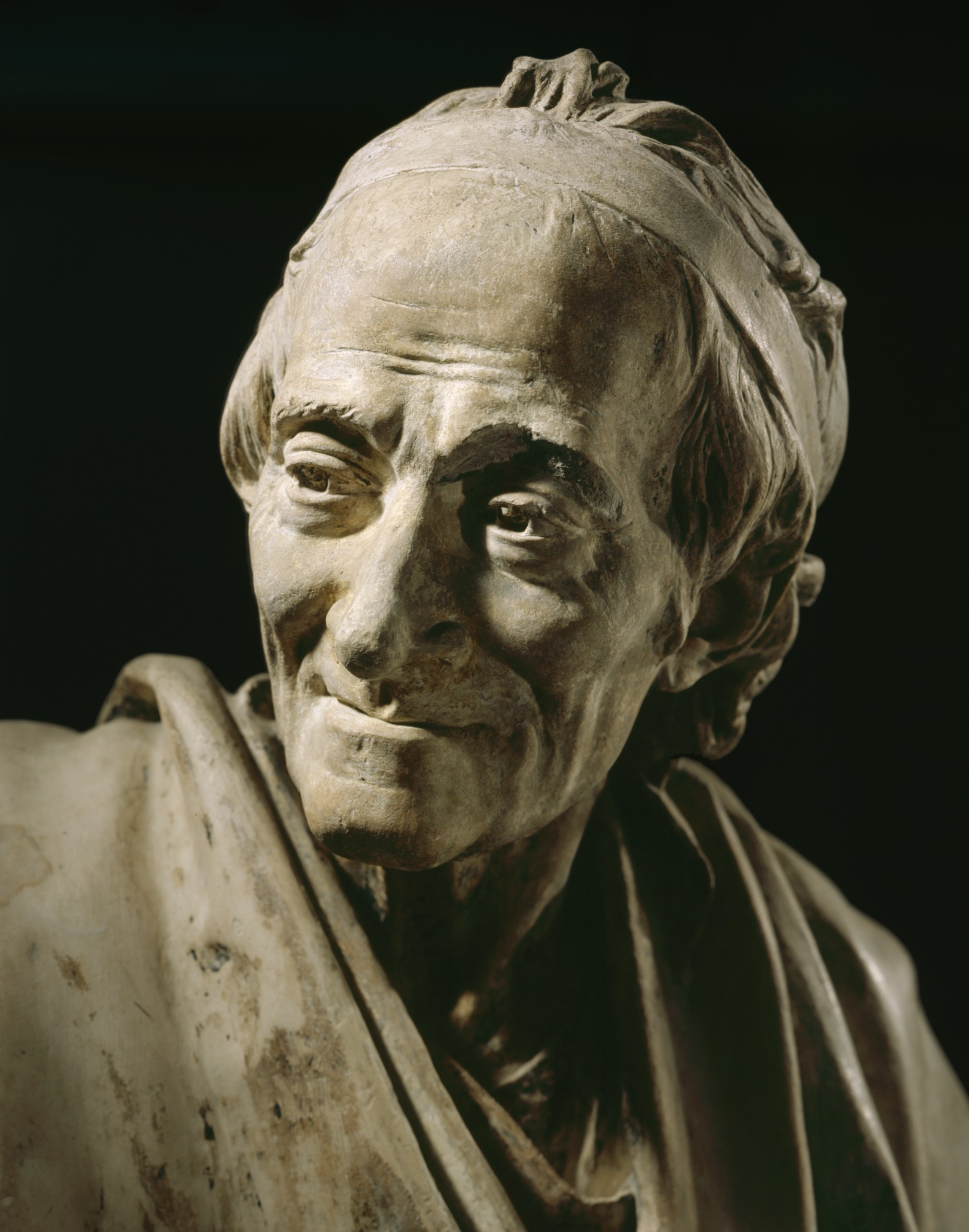
Вольтер Гудона

Кларк рассуждает об эпохе Просвещения, прослеживая её от вежливых разговоров элегантных парижских салонов XVIII века до последующей революционной политики, великих европейских Бленхеймского дворца и Версаля и, наконец, Монтичелло Томаса Джефферсона.
- Эпоха Просвещения
- Английское Просвещение
- Парижские салоны
- Шарден
- Шотландское Просвещение
- Вольтер
- Томас Джефферсон
- Джордж Вашингтон.

### Поклонение природе

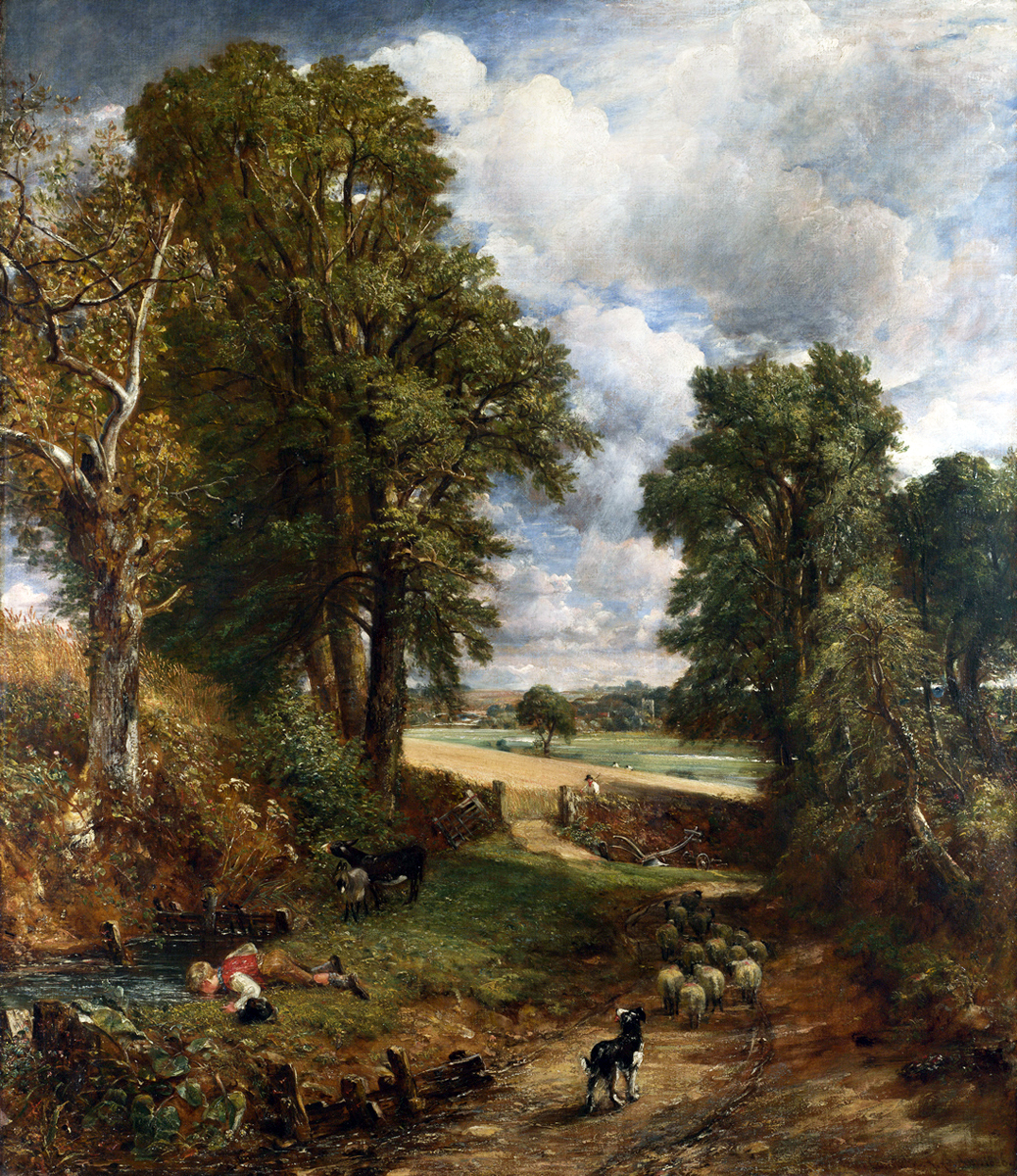
Джон Констебл. Нива

Кларк утверждает, что вера в божественность природы заняла положение христианской религии как главной творческой силы в западной цивилизации и предвестила эпоху романтизма. Кларк посещает Тинтернское аббатство и Альпы и описывает пейзажи Тёрнера и Констебля.
- Руины религии
- Руссо
- Культ чувственности
- Вордсворт
- Констебл
- Тёрнер
- Небо
- Импрессионизм.

### Заблуждение надежды

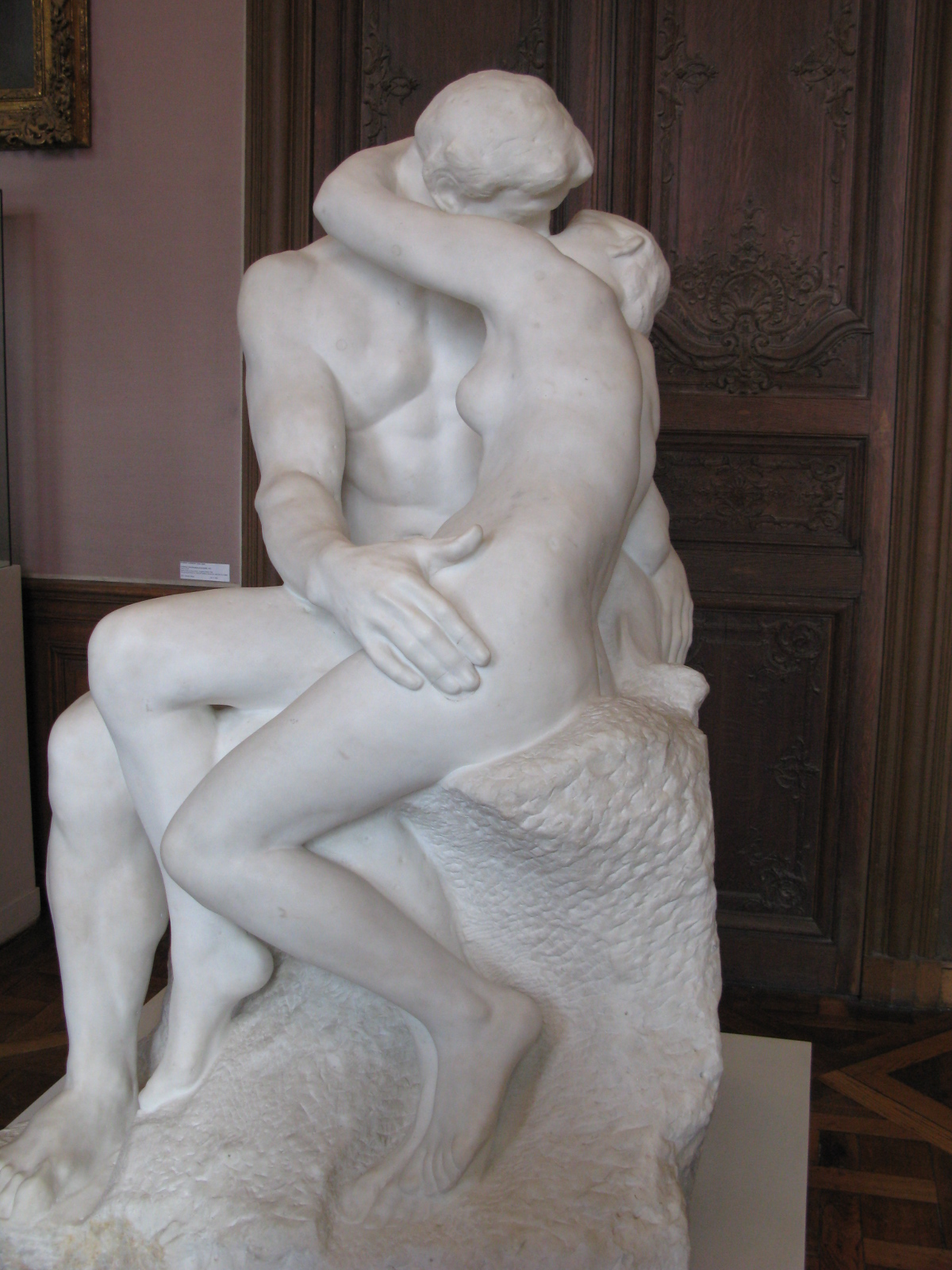
Огюст Роден. Поцелуй

Кларк говорит, что Великая французская революция привела к диктатуре Наполеона и тоскливой бюрократии XIX века, и прослеживает разочарование художников романтизма — от музыки Бетховена до поэзии Байрона, картин Делакруа и скульптуры Родена.
- Побег от реальности
- Великая французская революция
- Наполеон Бонапарт
- Бетховен
- Байрон
- Тёрнер и Жерико
- Делакруа
- Роден.

### Героический материализм

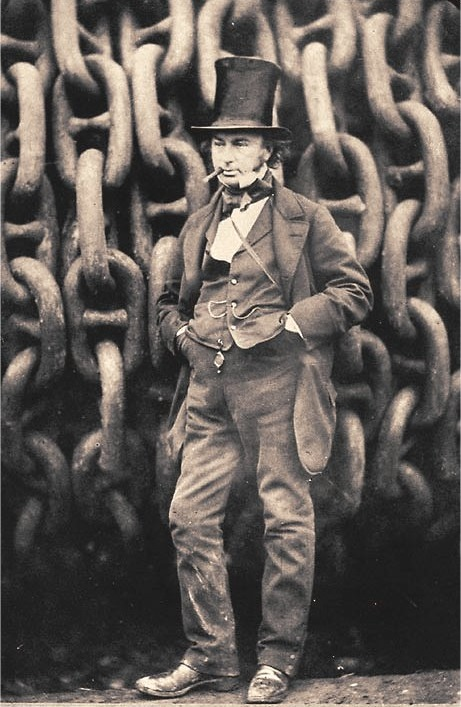
Изамбард Кингдом Брюнель Роберта Хоулетта

Кларк завершает сериал рассуждениями о материализме и гуманизме. Он исследует индустриальный пейзаж Англии XIX века и небоскребы Нью-Йорка XX века. Он утверждает, что достижения инженеров и учёных, таких как Брюнель и Резерфорд, совпадают с результатами великих реформаторов Уилберфорса и Шефтсбери.
- Аболиционизм
- Промышленная революция
- Гуманизм
- Изамбард Кингдом Брюнель
- Курбе и Милле
- Лев Толстой
- Жажда разрушения
- Дарованный Богом гений.

Сериал совместного производства Майкла Гилла и Питера Монтаньона; оператор Кеннет Макмиллан; оригинальнаые саундтреки Эдвина Эстли. Гилл режиссировал эпизоды 1, 3, 5, 8, 10, 12 и 13. Монтаньон — эпизоды 2, 6, 7, 9 и совместный эпизод 11 с Энн Тёрнер, которая также ставила эпизод 4.
Сериал повторяли на BBC Four, DVD вышел для региона 2 в 2005 году; выпуск для региона 1 последовал в 2006 году. Выпуск DVD включал короткое интервью с Дэвидом Аттенборо о производстве и запуске телесериала.

## Критика
«Цивилизация» собрала беспрецедентное количество просмотров для сериала о высоком искусстве: 2,5 миллиона зрителей в Великобритании и 5 миллионов в США. Сопроводительная книга Кларка никогда не выходила из печати, и Би-би-си выпустила сериал на DVD, который продавался тысячами экземпляров ежегодно. В 2016 году The New Yorker повторил слова Джона Бетчемана, описав Кларка как «человека, который сделал лучший телик, который вы когда-либо видели». Обозреватель журнала продолжил: «У учёных и академиков были свои понятные придирки, но для широкой публики сериал был чем-то вроде открытия. Организаторы выставок художественных музеев Англии и США сообщили о притоке посетителей после выхода каждого эпизода».
В последнее время поступали жалобы на то, что, сосредоточившись на традиционном выборе выдающихся художников на протяжении веков — все мужского пола — Кларк пренебрегал женщинами, и представил «сагу о благородных именах и возвышенных темах без особого внимания к формирующим силам экономики или практической политики». Его modus operandi (лат. «образ действия») был назван «подход великого человека», и он выставил себя на экране обожателем героев и отсталым от времени. Он прокомментировал, что его мировоззрение было «совсем не поразительным, вовсе не оригинальным, ничем, что не могло бы быть продиктовано обычным безобидным буржуа конца девятнадцатого века»:
Я придерживаюсь ряда убеждений, которые были отвергнуты самыми живыми умами нашего времени. Я считаю, что порядок лучше, чем хаос, созидание лучше, чем разрушение. Я предпочитаю кротость насилию, прощение мести. В целом, я думаю, что знание предпочтительнее невежества, и я уверен, что человеческое сострадание ценнее идеологии.

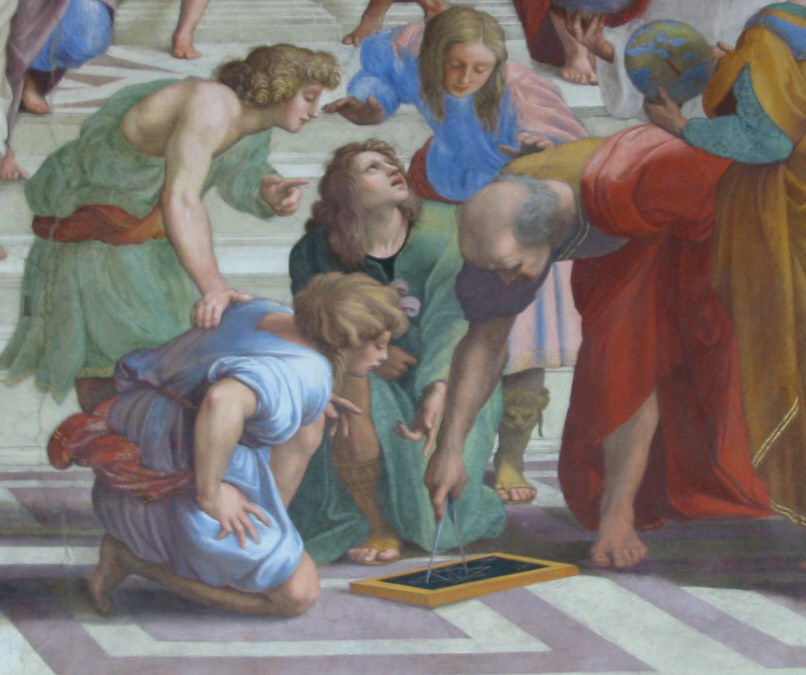
Фрагмент Афинской школы Рафаэля, изображённый на обложке книги и DVD-версии «Цивилизации»

Телекомпания Хува Велдона заявила, что «„Цивилизация“ — это поистине великий сериал, серьёзная работа… первый великий опус, предпринятый и реализованный с точки зрения телевидения». Среди критиков было широко распространено мнение, что телесериал задал новые стандарты съёмки. Сериал был описан как «визуально ошеломляющий» критиками по обе стороны Атлантики, включая Пола Б. Харви в США и Мэри Бирд в Великобритании.. В 2011 году Джонатан Джонс написал в The Guardian о «Цивилизации»: «визуально чистая красота… операторская работа и режиссура… восхождение к поэзии кинематографа».
Британский институт кино отмечает, как «Цивилизация» изменила форму культурного телевидения, установив стандарт для более поздних документальных сериалов, начиная с «Америки» (1972) Алистера Кука и «Возвышении человечества» (1973) Джейкоба Броновски по настоящее время.

## Продолжение
В 2015 году BBC объявила о создании продолжения из десяти эпизодов к сериалу Кларка под названием «Цивилизации» (во множественном числе) с тремя ведущими: Мэри Бирд, Дэвид Олусога и Саймон Шама. Он не охватывает западноевропейскую цивилизацию столь же детально, но дополнительно рассматривает греко-римскую и неевропейскую культуры. Сериал, сокращённый с запланированных десяти до девяти эпизодов, был снят в феврале 2018 года, а трансляция началась 1 марта. Позднее его передавали по Netflix.